# 西岐波

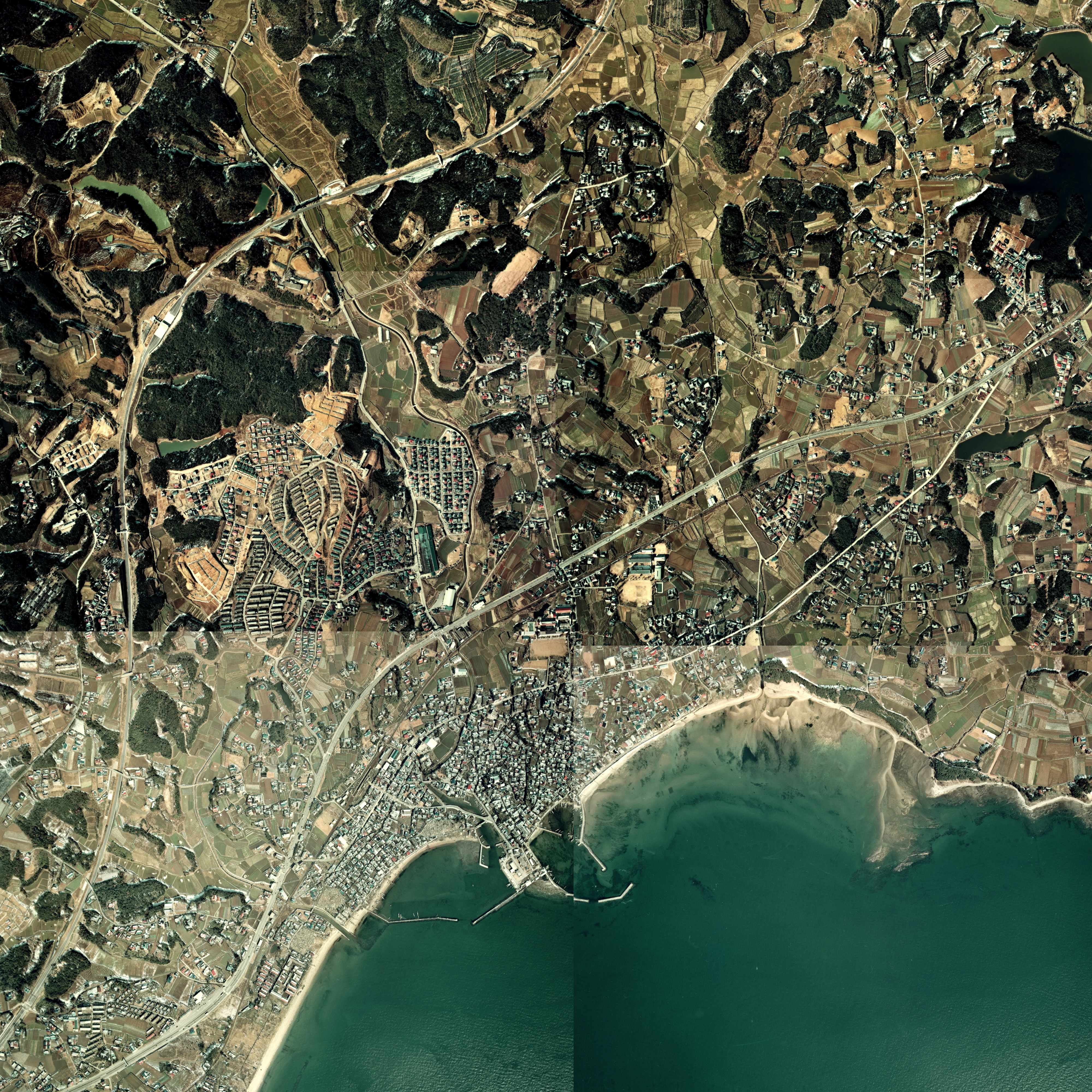
1974年（昭和49年）の西岐波地区上空画像 -

西岐波（にしきわ）とは、山口県宇部市の西岐波地区（旧・西岐波村）を指す地域名称、および同地域にある大字。
本項では、町名としての大字西岐波および宇部市支所設置条例で示された宇部市西岐波市民センターの所管する区域（あすとぴあ、床波、今村北、今村南、大字西岐波、亀浦一丁目から亀浦四丁目までの一部）について扱う。

## 地理
宇部市の中心部から東へ約5km、宇部市の東部に位置する。南東は周防灘（瀬戸内海）に面し、東は東岐波地区、西は本庁地区と接する。
旧西岐波村の中心集落である床波駅周辺地区を中心に市街地が広がり、床波駅周辺には商店街が形成されている。近年では、国道190号床波バイパス、山口県道219号西岐波吉見線の沿線にスーパーマーケット等のロードサイド店舗が多く立地しており、地域の商業的拠点は床波駅周辺から幹線道路沿線へと移行しつつある。
かつては自治体名（西岐波村）として存在したが、1943年（昭和18年）に宇部市に編入合併され、現在は大字として地名が残っている。一般に「西岐波」と呼称されるのは、旧西岐波村に該当する大字西岐波・あすとぴあ・今村北・今村南・床波・亀浦の一部を含む地区である。
地域内には宇部中央病院、セントヒル病院、宇部リハビリテーション病院等の病院や診療所が多数立地しており、宇部市の医療における一拠点となっている。北部の丘陵地には、宇部フェニックステクノポリス構想に基づき宇部新都市（あすとぴあ）や宇部臨空頭脳パーク等の産業団地・工業団地が造成され、科学技術産業の蓄積が図られている。
地域内を江頭川、沢波川、浜田川が流れ、海岸でに注いでいる。沢波川の河口には床波漁港がある。
床波漁港西側の沖合に、かつて「長生炭鉱」と呼ばれる炭鉱があったが、出水事故で死傷者が発生したことから閉山となっている。現在でも「ピーヤー」と呼ばれるコンクリート製円形型の排気口が残されており、海岸からその姿を見ることが出来る。

## 歴史
- 1874年（明治7年） - 西岐波村立西岐波小学校（現・宇部市立西岐波小学校）が開校[4]。
- 1889年（明治22年）4月 - 町村制施行により、吉敷郡に属する村の一つとして「西岐波村」が発足。
- 1923年（大正12年）4月1日 - 宇部鉄道（現・宇部線）の宇部新川駅-床波駅間が開業。
- 1924年（大正13年）8月17日 - 宇部鉄道の床波駅-本阿知須駅（現・阿知須駅）間が開業。
- 1925年（大正14年）6月1日 - 宇部鉄道の草江停留場-床波駅間に常盤停留場（現・常盤駅）が開業。
- 1929年（昭和4年）11月29日 - 宇部鉄道の床波駅-丸尾駅間に白土停留場（1943年廃止）が開業。
- 1938年（昭和13年）5月1日 - 宇部鉄道の常盤停留場-床波駅間に長生炭鉱停留場（1943年廃止）が開業。
- 1943年（昭和18年）4月1日 - 西岐波村が宇部市に編入合併[3]。
- 1947年（昭和22年） - 宇部市立西岐波小学校が開校[4]。
- 1956年（昭和31年）4月 - 床波漁港完成。
- 1975年（昭和50年）2月27日 - 山口宇部道路の宇部南IC-嘉川IC間が開通[5]。
- 1978年（昭和53年）4月8日 - 宇部市立常盤小学校が宇部市立西岐波小学校と宇部市立恩田小学校から分離開校[4]。
- 1989年（平成元年）4月8日 - 宇部市立川上小学校が宇部市立西岐波小学校と宇部市立上宇部小学校から分離開校[4]。
- 1992年（平成4年）10月 - 宇部新都市開発整備事業が着工。
- 2001年（平成13年） - 宇部新都市開発整備事業が完了。

## 交通

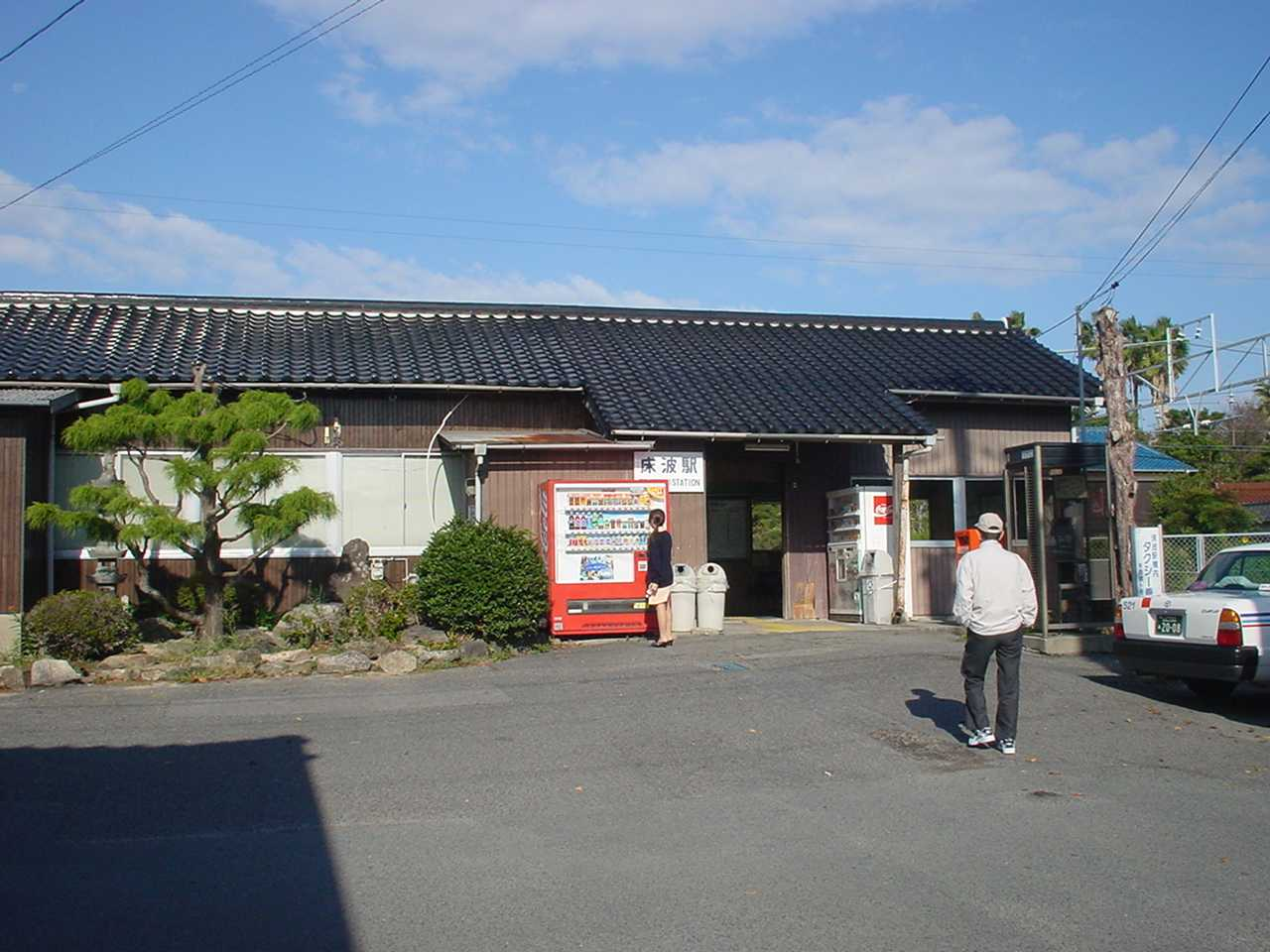
床波駅

地域内の道路は東西に国道190号、南北に山口県道219号西岐波吉見線、広域幹線として山口宇部道路が通る。鉄道は南部に宇部線が通じ、地域内に床波駅、常盤駅が設置されている。

### 道路
- 山口宇部道路（山口県道6号山口宇部線）：片倉IC - 岡の辻IC - 宇部南IC
- 国道190号（床波バイパス）
- 山口県道219号西岐波吉見線
- 山口県道220号宇部空港線

### 鉄道
- JR宇部線 床波駅、常盤駅

### バス
- 宇部市交通局

## 教育

### 小学校
- 宇部市立川上小学校
- 宇部市立常盤小学校
- 宇部市立西岐波小学校

### 中学校
- 宇部市立川上中学校
- 宇部市立西岐波中学校

## 主な施設
| - 宇部警察署西岐波交番 - 宇部市中央消防署東部消防出張所 - 宇部市西岐波市民センター - 宇部市西岐波ふれあいセンター - 宇部中央病院 - 宇部リハビリテーション病院 - 片倉病院 - 西京銀行西岐波支店 - 西中国信用金庫床波支店 - 山口銀行床波支店 - 床波郵便局 - 萩原簡易郵便局 | - イエローハット宇部東店 - ファッションセンターしまむら西岐波店 - セブンイレブン（宇部西岐波店、宇部片倉店） - ウエスタまるき西岐波店 - アルク西岐波店 - マルショク床波店 - ローソン（宇部江頭店、宇部片倉温泉店） - 片倉温泉 - 白土海水浴場 - 床波公園 - 南方公園 - 南方八幡宮 - 宇部進学教室西岐波校 |